# Titanidiops maroccanus
Titanidiops maroccanus là một loài nhện trong họ Idiopidae.
Loài này thuộc chi Titanidiops. Titanidiops maroccanus được Eugène Simon miêu tả năm 1909.